# Liste der Kulturdenkmale in Wefensleben

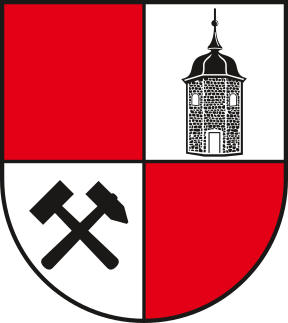
Wappen von Wefensleben

In der Liste der Kulturdenkmale in Wefensleben sind alle  Kulturdenkmale der Gemeinde Wefensleben und ihrer Ortsteile aufgelistet. Grundlage ist das Denkmalverzeichnis des Landes Sachsen-Anhalt, das auf Basis des Denkmalschutzgesetzes des Landes Sachsen-Anhalt vom 21. Oktober 1991 durch das Landesamt für Denkmalpflege und Archäologie Sachsen-Anhalt erstellt und seither laufend ergänzt wurde (Stand: 31. Dezember 2018).

## Kulturdenkmale nach Ortsteilen

### Wefensleben
| Lage                                                                           | Bezeichnung        | Beschreibung                                            | Erfassungs- nummer | Ausweisungsart | Bild           |
| ------------------------------------------------------------------------------ | ------------------ | ------------------------------------------------------- | ------------------ | -------------- | -------------- |
| südwestlich der Ortslage bis NO-Seite des Bahndammes und am Sportplatz (Karte) | Stollen            | Wefenslebener Stollen                                   | 094 11940          | Baudenkmal     | BW             |
| Allermühlenweg 6 (Karte)                                                       | Mühle              | Allermühle                                              | 094 97249          | Baudenkmal     | BW             |
| Alte Schulstraße 2 (Karte)                                                     | Bauernhof          |                                                         | 094 97191          | Baudenkmal     | BW             |
| Am Sportplatz (Karte)                                                          | Brücke             | Eisenbahnbrücke Wefensleben                             | 094 97797          | Baudenkmal     | BW             |
| Bahnhof 1, 7 (Karte)                                                           | Bahnhof            |                                                         | 094 96265          | Baudenkmal     | Weitere Bilder |
| Dorfstraße 5 (Karte)                                                           | Wirtschaftsgebäude |                                                         | 094 97192          | Baudenkmal     | BW             |
| Dorfstraße 17 (Karte)                                                          | Wirtschaftsgebäude |                                                         | 094 97193          | Baudenkmal     | BW             |
| Dorfstraße 23 (Karte)                                                          | Bauernhof          | Angersteinscher Hof, Laas'scher Hof                     | 094 97194          | Baudenkmal     | BW             |
| Knickmühlenstraße 13 (Karte)                                                   | Mühle              | Knickmühle                                              | 094 11939          | Baudenkmal     | BW             |
| Lindenstraße Ecke Alte Schulstraße (Karte)                                     | Kirche             |                                                         | 094 97195          | Baudenkmal     | BW             |
| Lindenstraße 3 (Karte)                                                         | Villa              |                                                         | 094 97197          | Baudenkmal     | BW             |
| Lindenstraße, Thie Ecke Tie (Karte)                                            | Kriegerdenkmal     |                                                         | 094 97196          | Baudenkmal     | Kriegerdenkmal |
| Schacht 2 (Karte)                                                              | Bergwerk           | Schacht II Wefensleben (= Dreileben)                    | 094 97240          | Baudenkmal     | BW             |
| Thie 3 (Karte)                                                                 | Bauernhof          |                                                         | 094 97198          | Baudenkmal     | Bauernhof      |
| Zechenhaus 2 (Karte)                                                           | Bergbaugebäude     | Zechenhaus                                              | 094 97241          | Baudenkmal     | BW             |
| Zechenhäuser Weg 2 (Karte)                                                     | Fabrik             | Chemische Fabrik Wefensleben der Ummendorf-Eilsleben AG | 094 97242          | Baudenkmal     | BW             |

### Belsdorf
| Lage                                          | Bezeichnung         | Beschreibung                                                        | Erfassungs- nummer | Ausweisungsart | Bild           |
| --------------------------------------------- | ------------------- | ------------------------------------------------------------------- | ------------------ | -------------- | -------------- |
| Alleringerslebener Straße 13 (Karte)          | Wohnhaus            |                                                                     | 094 96578          | Baudenkmal     | BW             |
| Alleringerslebener Straße 14 (Karte)          | Gasthaus            |                                                                     | 094 96579          | Baudenkmal     | BW             |
| Alleringerslebener Straße 16 (Karte)          | Wohnhaus            |                                                                     | 094 96580          | Baudenkmal     | BW             |
| Alleringerslebener Straße 16a (Karte)         | Scheune             | Helmstedter Theater                                                 | 094 96593          | Baudenkmal     | BW             |
| Alleringerslebener Straße 18 (Karte)          | Toranlage           |                                                                     | 094 96581          | Baudenkmal     | BW             |
| Alleringerslebener Straße 23 (Karte)          | Pfarrhof            |                                                                     | 094 96582          | Baudenkmal     | BW             |
| Alleringerslebener Straße 25 (Karte)          | Toranlage           |                                                                     | 094 96583          | Baudenkmal     | BW             |
| Alleringerslebener Straße, Kirchplatz (Karte) | Dorfkirche Belsdorf | Kirche                                                              | 094 11984          | Baudenkmal     | Weitere Bilder |
| Allerweg 4 (Karte)                            | Bauernhof           |                                                                     | 094 96585          | Baudenkmal     | BW             |
| Allerweg 10 (Karte)                           | Bauernhof           |                                                                     | 094 96586          | Baudenkmal     | BW             |
| Allerweg 11 (Karte)                           | Bauernhaus          |                                                                     | 094 96587          | Baudenkmal     | BW             |
| Hinterdorf 9 (Karte)                          | Bauernhaus          |                                                                     | 094 96588          | Baudenkmal     | BW             |
| Klostergut (Karte)                            | Hof Tangermann      | Gutshof                                                             | 094 11924          | Baudenkmal     | Hof Tangermann |
| Ostingerslebener Straße 1 (Karte)             | Wohnhaus            |                                                                     | 094 96589          | Baudenkmal     | BW             |
| Ostingerslebener Straße 7 (Karte)             | Wohnhaus            |                                                                     | 094 96590          | Baudenkmal     | BW             |
| Ostingerslebener Straße 8 (Karte)             | Bauernhof           |                                                                     | 094 96591          | Baudenkmal     | BW             |
| Ostingerslebener Straße 12 (Karte)            | Wohnhaus            |                                                                     | 094 96592          | Baudenkmal     | BW             |
| Sommerschenburger Straße 2 (Karte)            | Bergwerk            | Zechenhaus der Schachtanlage Wefensleben-Belsdorf, Schacht Belsdorf | 094 96577          | Baudenkmal     | BW             |

## Ehemalige Denkmale
Die nachfolgenden Objekte waren ursprünglich ebenfalls denkmalgeschützt oder wurden in der Literatur als Kulturdenkmale geführt. Die Denkmale bestehen heute jedoch nicht mehr, ihre Unterschutzstellung wurde aufgehoben oder sie werden nicht mehr als Denkmale betrachtet.

### Belsdorf
| Lage       | Bezeichnung | Beschreibung                                                                                               | Erfassungs- nummer | Ausweisungsart | Bild |
| ---------- | ----------- | --- | ------------------ | -------------- | ---- |
| Allerweg 1 | Wohnhaus    | Im Jahr 2018 wurde das Gebäude nach einer ungenehmigten Zerstörung aus dem Denkmalverzeichnis ausgetragen. | 094 96584          | Baudenkmal     |      |

## Legende
In den Spalten befinden sich folgende Informationen:
- Lage: Nennt den Straßennamen und wenn vorhanden die Hausnummer des Kulturdenkmals. Die Grundsortierung der Liste erfolgt nach dieser Adresse. Der Link „Karte“ führt zu verschiedenen Kartendarstellungen und nennt die geographischen Koordinaten.
Link zu einem Kartenansichtstool, um Koordinaten zu setzen. In der Kartenansicht sind Baudenkmale ohne Koordinaten mit einem roten bzw. orangen Marker dargestellt und können in der Karte gesetzt werden. Baudenkmale ohne Bild sind mit einem blauen bzw. roten Marker gekennzeichnet, Baudenkmale mit Bild mit einem grünen bzw. orangen Marker.
- Offizielle Bezeichnung: Nennt den Namen, die Bezeichnung oder zumindest die Art des Kulturdenkmals und verlinkt, soweit vorhanden, auf den Artikel zum Objekt.
- Beschreibung: Nennt bauliche und geschichtliche Einzelheiten des Kulturdenkmals, vorzugsweise die Denkmaleigenschaften.
- Erfassungsnummer: Für jedes Kulturdenkmal wird in Sachsen-Anhalt eine 20stellige Erfassungsnummer vergeben. Die letzten zwölf Ziffern werden für die Untergliederung nach Teilobjekten genutzt und werden nur angegeben, soweit vergeben. In dieser Spalte kann sich folgendes Icon  befinden, dies führt zu Angaben zu diesem Baudenkmal bei Wikidata.
- Ausweisungsart: Die Einordnung des Denkmales nach § 2 Abs. 2 DenkmSchG LSA
- Bild: Ein Bild des Denkmales, und gegebenenfalls einen Link zu weiteren Fotos des Kulturdenkmals im Medienarchiv Wikimedia Commons. Wenn man auf das Kamerasymbol klickt, können Fotos zu Kulturdenkmalen aus dieser Liste hochgeladen werden: